# Эглоу
Эглоу (Agloe) — вымышленное место в округе Делавэр, Нью-Йорк, используемое как копирайтная ловушка.
В 1930-е годы основатель General Drafting Company Отто Г. Линдберг (Otto G. Lindberg) и его ассистент Эрнест Альперс (Еrnest Alpers) из своих инициалов поставили название этого вымышленного города на пересечении дорог в горах Катскилл: NY 206 и Мортон-Хилл-Роуд, к северу от Роско. Город был задуман как копирайтная ловушка, чтобы иметь возможность уличить тех, кто скопирует их карту.
В 1950-х гг. на перекрёстке был построен магазин, получивший название Эглоу (Agloe General Store), поскольку такое название было на карте Эксон Мобил. Позже Эглоу появился на карте Рэнд Макнелли, когда картограф получил название «города» в администрации округа Делавэр. Когда Эксон Мобил пригрозили подать в суд на Рэнд Макнелли за предполагаемое нарушение авторских прав, выявленное «ловушкой», те указали, что место стало настоящим и, следовательно, никакого нарушения нет.
Со временем магазин перестал функционировать. Эглоу продолжал появляться на картах до 1990-х гг., но в настоящее время исключён. При этом он по-прежнему появляется в картах Google. В феврале 2014 г. Геологическая служба США добавила запись «Эглоу (неофициальное)» в информационную систему географических наименований.
Эглоу представлен в романе «Бумажные города» писателя Джона Грина и в его экранизации. И в фильме, и в романе один из главных героев, Марго Рот Шпигельман, убегает из дома, оставив подсказки, о том, что с ней все хорошо, своему другу Кью Джейкобсену. Он думая, что она хочет чтобы её нашли, обнаруживает, что она скрывается в одном из самых известных американских «бумажных городов». Книга называется так из-за нескольких бумажных городов, о которых, сбегая, узнаёт Марго.